# Tettnang
Tettnang is een plaats in de Duitse deelstaat Baden-Württemberg, gelegen in het Bodenseekreis. De stad telt 19.589 inwoners.

## Indeling van de gemeente

Dorpswapen van Kau
Dorpswapen van Langnau, rechts het embleem van het Huis Montfort
Dorpswapen van Tannau
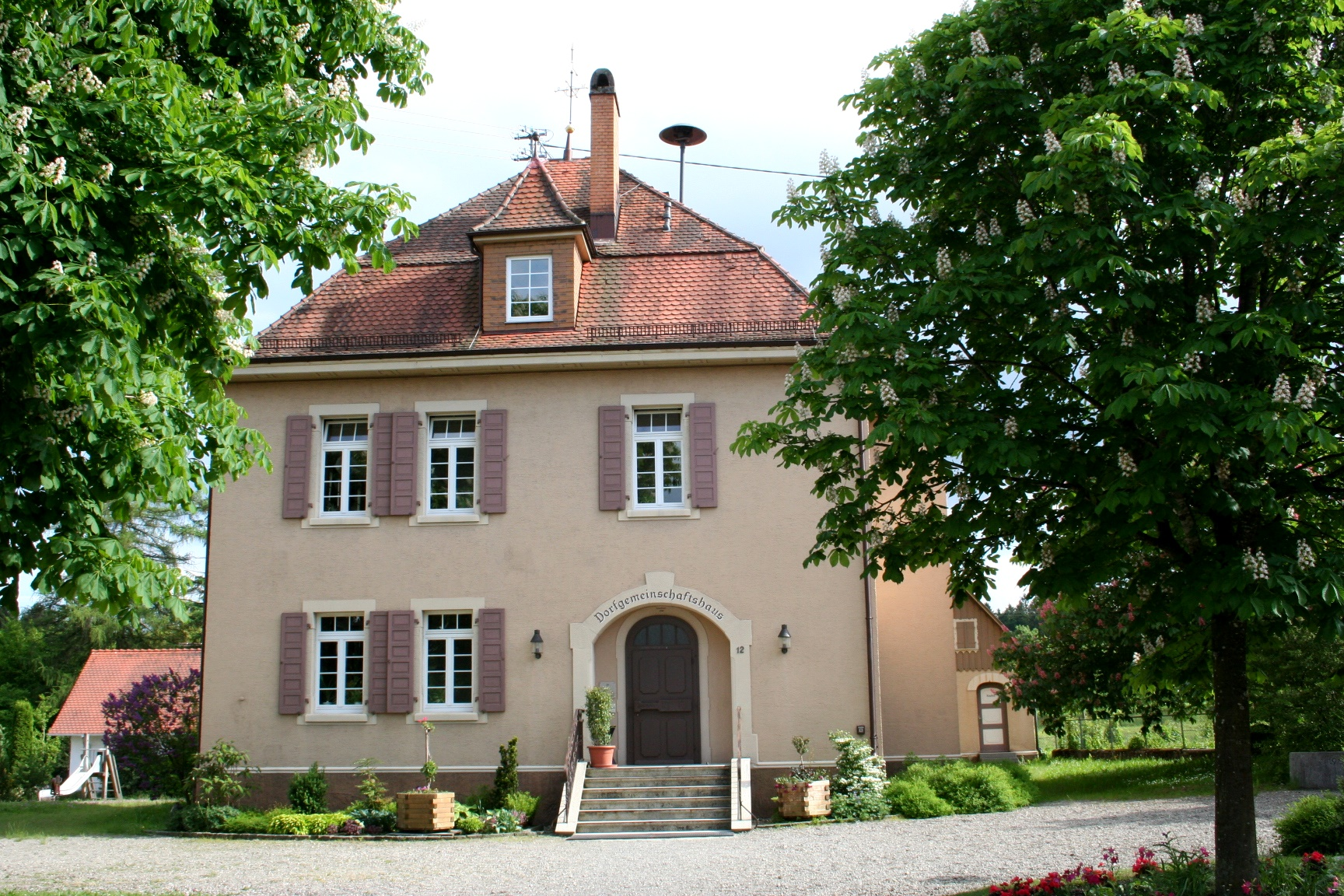
Dorpshuis, vroeger gemeentehuis, van Tannau

Volgens artikel 13, lid 1 van de Hauptsatzung (hoofdgemeenteverordening), versie mei 2023, bestaat de gemeente Tettnang uit de stad van die naam, en daarnaast uit de drie  stadsdelen (Ortschaften):
- Kau, met eind 2006 bijna 1.600 inwoners, ten westen van de stad Tettnang; sedert 1975 een deel van de gemeente Tettnang
- Langnau, met in 2009 circa 1.200 inwoners, oppervlakte 2.102 hectare; gelegen ten zuidoosten van de stad Tettnang, aan het riviertje de Argen, dat zuidwestwaarts stroomt en in het Bodenmeer uitmondt. Dit dorp had van 1388 tot 1805 een afwijkende geschiedenis: het was onderhorig aan het ziekenhuis van de stad Lindau. Langnau is sedert 1972 een deel van de gemeente Tettnang.
- Tannau[2], met circa 2.000 inwoners[3], oppervlakte 2.477 hectare; gelegen 3-6 km ten noordoosten en oosten van de stad Tettnang. Tannau is sedert 1972 een deel van de gemeente Tettnang

Zowel tot de stad zelf als tot de bovengenoemde drie Ortschaften behoren talrijke dorpjes en gehuchten. Daarnaast zijn er nog een groot aantal boerderijen, molens e.d. met eigen plaatsnaam. De voornaamste van deze plaatsjes zijn:
- Bürgermoos, behorende tot Tettnang-stad, direct ten zuidwesten van de stad
- Laimnau, ten westen van Langnau aan de Argen, 5 km ten zuidoosten van Tettnang
- Hiltensweiler, onder Langnau , 7 km ten zuidoosten van Tettnang

### Samenwerkingsverband
Met de oostelijke buurgemeente Neukirch bestaat een nauwe samenwerking binnen een zogenaamde Vereinbarte Verwaltungsgemeinschaft, een alleen in Baden-Württemberg bestaande vorm van bestuurssamenwerking. Daarbij neemt Tettnang een aantal gemeentelijke bevoegdheden en taken over van Neukirch.

## Geografie
Tettnang heeft een oppervlakte van 71,22 km² en ligt in het zuidwesten van Duitsland. De stad ligt ongeveer 70 meter hoger dan het waterniveau van het Bodenmeer, dat er 7-10 km van verwijderd ligt. De meeste beken, die door de gemeente lopen, stromen uit in de Argen of de Schussen, die beide in het Bodenmeer uitstromen. Al deze waterlopen zijn alleen van betekenis voor de waterhuishouding en vanwege hun ecologische waarde. Verscheidene beekdalen in de gemeente Tettnang staan onder bescherming als klein natuurreservaat.

### Naburige gemeenten
Grotere steden in de omgeving van Tettnang zijn:
- Friedrichshafen in het westen, afstand ongeveer 9 km
- Ravensburg in het noorden, afstand ongeveer 13 km
- Lindau in het zuidoosten, in Beieren; het tot deze stad behorende gehucht Lattenweiler grenst reeds aan de gemeente Tettnang.

Tettnang grenst aan:
- Meckenbeuren in het west-noordwesten
- Eriskirch in het zuidwesten
- Langenargen in het zuid-zuidwesten
- Kressbronn am Bodensee, in het zuiden
- Neukirch in het oosten
- Achberg in het zuidoosten

## Verkeer en vervoer
De voornaamste hoofdverkeersweg in de gemeente is de Bundesstraße 467.
Tettnang heeft geen spoorwegstation. De dichtstbij gelegen stations bevinden zich in Kehlen en Meckenbeuren.
Bij het Torschloss, op het plein Bärenplatz, aan de rand van het centrum, bevindt zich het busstation van Tettnang. De streekbussen tussen Ravensburg en Friedrichshafen rijden één maal per uur via Tettnang. Een ieder uur, ook op zondag, rijdende streekbus verbindt Tettnang met o.a. het station te Meckenbeuren. Dit station ligt aan de spoorlijn Ulm - Friedrichshafen, op 7½ km van Friedrichshafen.
Hemelsbreed 7 à 9 kilometer ten westen van Tettnang bevindt zich de luchthaven Flughafen Friedrichshafen.

## Economie

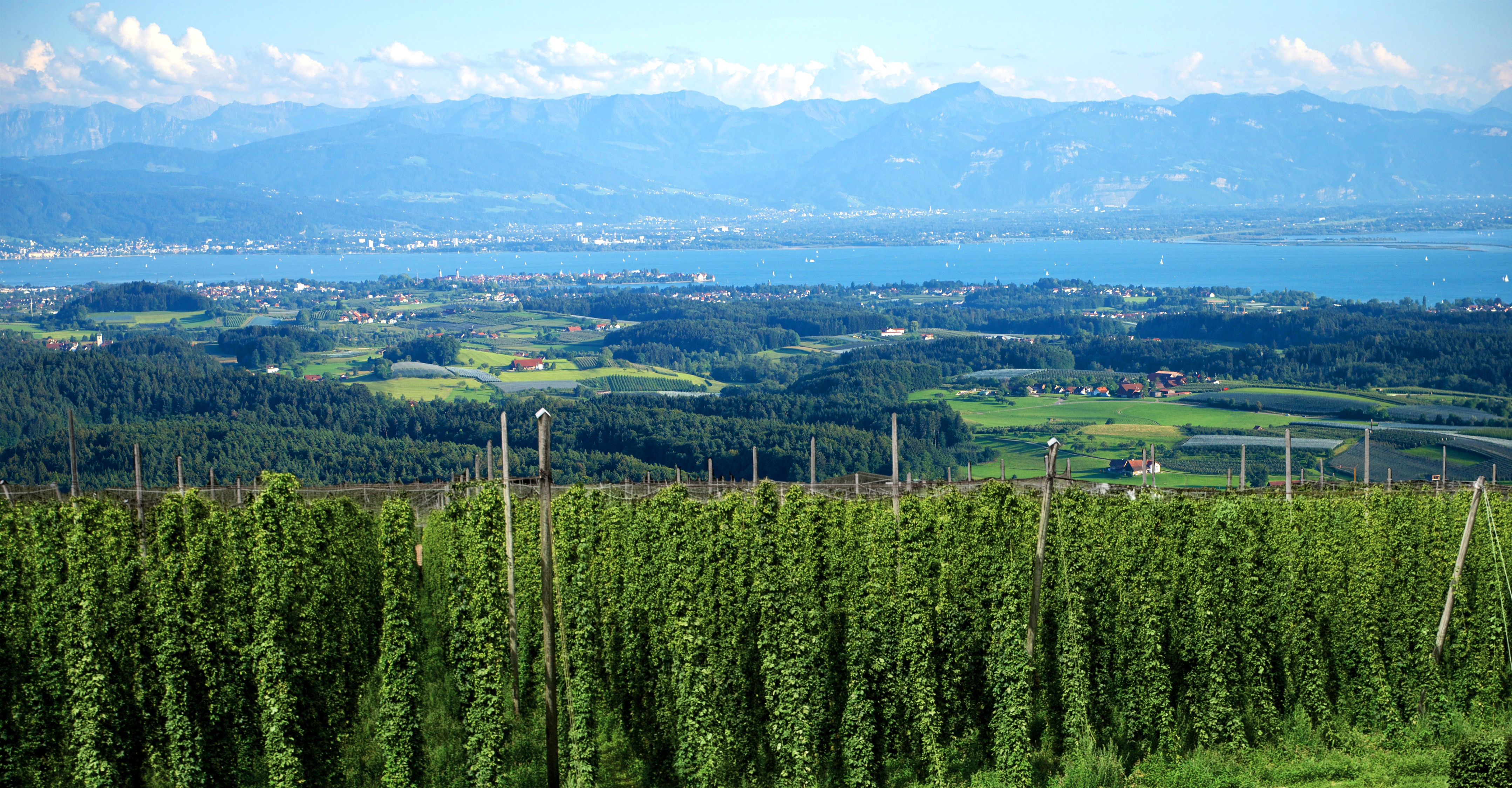
Hopvelden ten zuiden van Tettnang; op de achtergrond de Bodensee en de Alpen
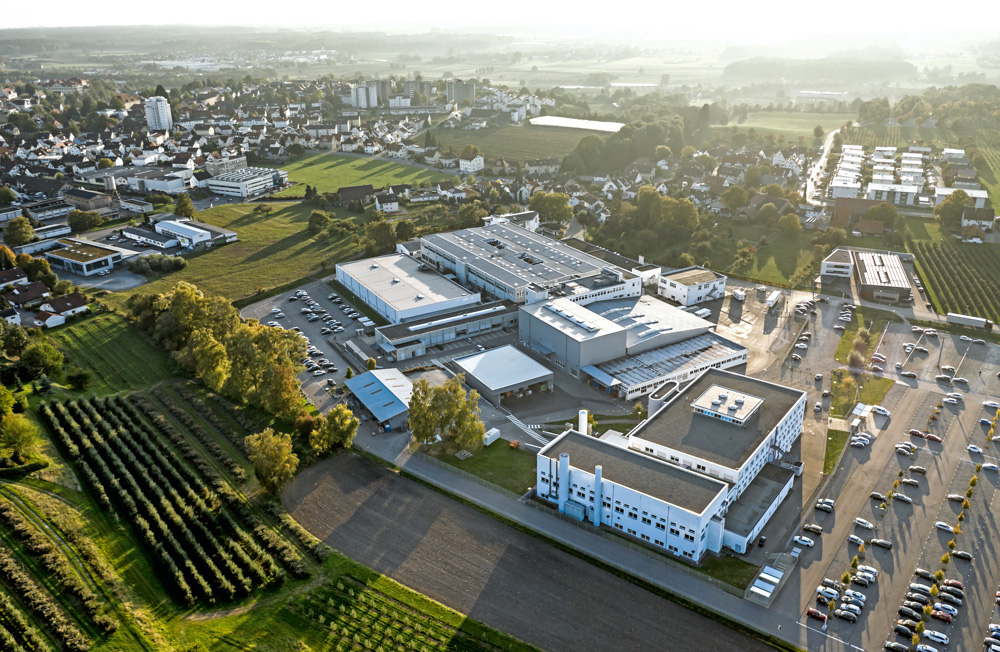
Fabriek van ifm te Tettnang (2018)

Tot aan de Tweede Wereldoorlog was de verbouw van hop, ten behoeve van bierbrouwerijen, de voornaamste bedrijfstak in de streek. Tot op de huidige dag is deze teelt,  vooral in de dorpen rondom de stad, van economische betekenis. Anno 2020 lagen er in de streek rondom Tettnang 1.480 hectare hopvelden.
Na 1970 kwam de elektronica-industrie in Tettnang op. Er vestigden zich enkele bedrijven van bovenregionaal of zelfs internationaal belang. Ook het middelbaar en beroepsonderwijs in de stad is deels gericht op een carrière in deze branches. Vermeldenswaard zijn o.a. de bedrijven:
- Avira, een internationale leverancier van virusscanners en soortgelijke software;
- ifm electronic, een leverancier van sensoren voor industriële toepassingen, met hoofdkantoor en drie fabrieken in Tettnang;
- Wenglor, fabriek van sensoren voor beeldverwerking, voor industriële toepassingen.

In Obereisenbach, onder Tannau, 6 km  ten oost-noordoosten van de stad, staat het hoofdkantoor en een productie- en opslaglocatie van de firma Vaude, waar circa 500 mensen werken. Dit bedrijf produceert en exporteert outdoorkleding, berg- en trekkingschoenen, -rugzakken en -tenten enz. en slaapzakken voor kampeerders en bergbeklimmers. De onderneming heeft de reputatie, zeer vrouw- en milieuvriendelijk te zijn, en sponsort veel sportklimmers en mountainbikers.
Ten zuidwesten van de stad, tegen Bürgermoos aan, ligt een 60 hectare groot bedrijventerrein, waar ifm electronic één van zijn vestigingen heeft, en waar verder vooral regionaal en lokaal midden- en kleinbedrijf zetelt.
In het bos aan de zuidgrens van de gemeente met Langenargen bevindt zich een grote grindgroeve.
Wegens zijn bezienswaardigheden kent Tettnang een in betekenis toenemend toerisme.
In het Neue Schloss is een Amtsgericht gevestigd. Het stadje beschikt over een goed geoutilleerd ziekenhuis, dat vanwege de werkgelegenheid van economisch belang is.

## Geschiedenis

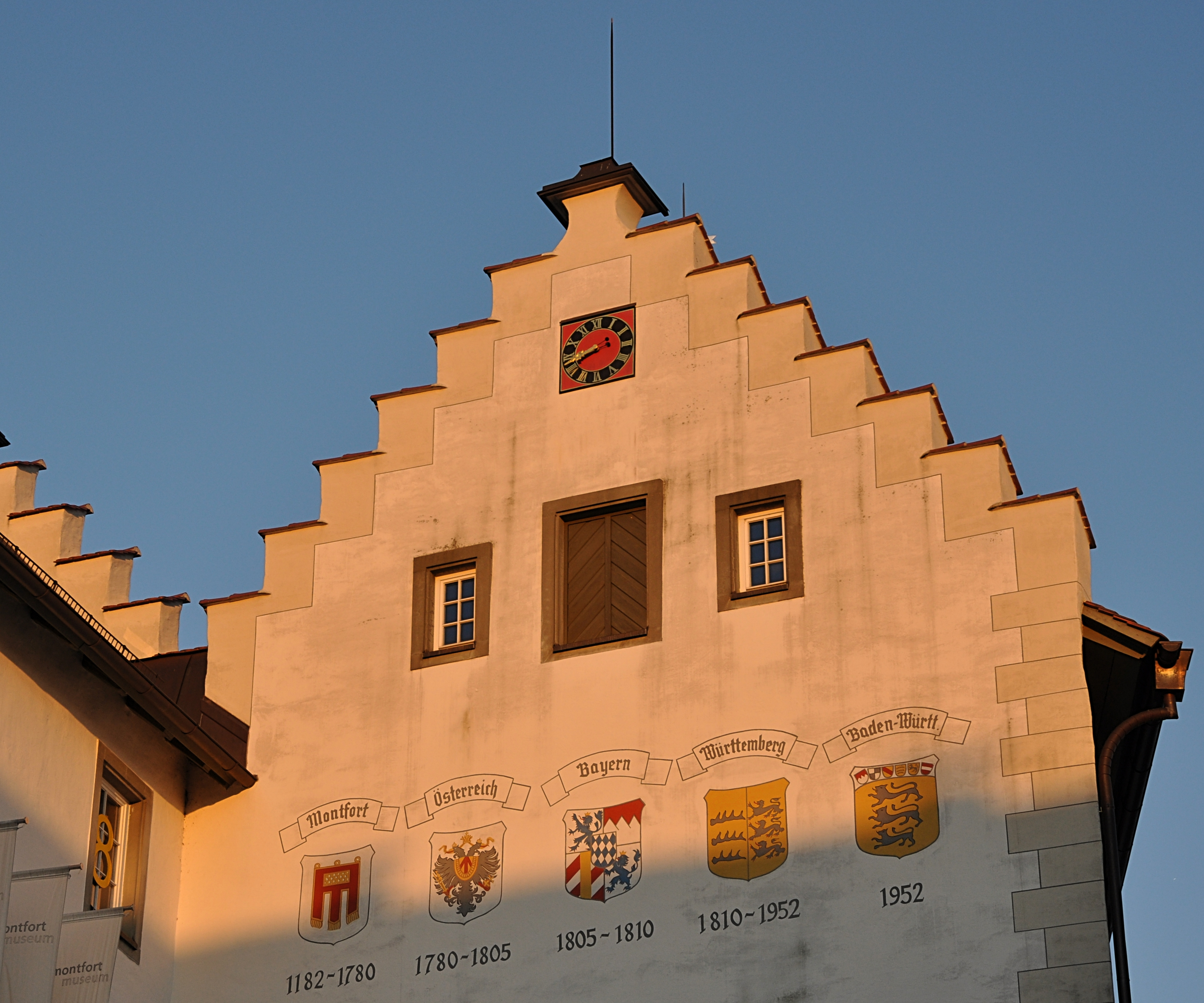
Wapens aan het Torschloss, die vroegere heersers aanduiden

De streek,  waar het huidige Tettnang ligt, was in de tijd vanaf het begin van de jaartelling eerst door Kelten bewoond, en daarna door het Romeinse Rijk bezet. In 882 wordt de stad als Tettinanc (Tetto-wang, stuk land van een zekere Tetto) voor het eerst vermeld, als een plaatselijke herenboer zijn land aan de Abdij van Sankt Gallen schenkt.
Tettnang verwierf marktrecht kort vóór 1200 en stadsrechten in 1297 De akte, waarin het stadsrecht werd verleend, was bekrachtigd door koning Adolf van Nassau. In 1322 raakte Tettnang verwikkeld in een machtsstrijd tussen koning Frederik de Schone uit het Huis Habsburg en Keizer Lodewijk de Beier uit het Huis Wittelsbach. Het stadje werd door Habsburgse troepen verwoest, en mede op kosten van de keizer weer opgebouwd. Om de terugloop van het aantal inwoners tegen te gaan, werden later in de 14e eeuw en in de 15e eeuw de voorwaarden voor de Tettnanger stads- en marktrechten versoepeld. Dit leidde tot meer handel, en een tijdelijke economische bloei. In 1499 en 1516 werd Tettnang vereerd met een bezoek door keizer Maximiliaan I.
Van 1182 tot 1780 was het de hoofdstad en residentie van de Heerlijkheid Tettnang, die weer viel onder het Graafschap Montfort (Oostenrijk). Van 1780-1805 lag Tettnang in Oostenrijk, daarna tot 1810 in het Koninkrijk Beieren, vervolgens in Württemberg, dat uiteindelijk in 1919 in de Weimarrepubliek opging.
De herkomst van het stadswapen van Tettnang is onduidelijk. Wel komt de springende hond met halsband voor op 15e-eeuwse zegelafdrukken van de graven van Montfort. Het oude, adellijke koopliedengeslacht Humpis of Hundbiß heeft ook een wapen met een dergelijke hond; dit invloedrijke geslacht had al sinds de late middeleeuwen bezittingen in deze regio, waaronder een kasteel bij Meckenbeuren.
De graven van Montfort zijn door de eeuwen heen steeds rooms-katholiek gebleven. Pogingen van de uit het naburige Langenargen afkomstige reformator Urbanus Rhegius, in de jaren-1520, om protestantse geschriften gepubliceerd te krijgen, hadden geen succes.  Mede daardoor kreeg de Reformatie van de 16e eeuw weinig vat op dit gebied. Tot op de huidige dag zijn de meeste christenen in de gemeente rooms-katholiek. Dat geldt ook voor de kerkgebouwen in Tettnang en omstreken.
In 1780 hadden de graven van Montfort een zo grote schuldenlast, dat zij hun graafschap aan Oostenrijk afstonden.
Van 1895 tot 1976 bestond er een kleine, 4½ km lange, spoorlijn tussen Tettnang en Meckenbeuren. Tot 1995 reden er nog goederentreinen overheen; daarna werd dit spoor verwijderd.
Voor meer historische informatie over Tettnang, o.a. over de stad in de nazi-periode en de Tweede Wereldoorlog, wordt verwezen naar het gemeente-archief, dat men, na indiening van een schriftelijk daartoe strekkend verzoek, in kantooruren kan raadplegen. Digitale inzage is alleen mogelijk voor inwoners van de gemeente.

## Bezienswaardigheden, evenementen
Tettnang bezit talrijke bezienswaardige gebouwen.
Daaronder zijn in de stad zelf drie kastelen, en verder enige rooms-katholieke kerkgebouwen, die van binnen in barok of rococo-stijl zijn ingericht.
- Kastelen:
  - Het grote, 18e-eeuwse paleis Neues Schloss, dat van april-oktober, in het kader van rondleidingen, dagelijks en in de maanden daarbuiten op twee dagen per week kan worden bezichtigd, staat aan de zuidwestkant van het stadscentrum, en is beroemd om zijn weelderige, 18e-eeuwse inrichting. Het kasteel was eind 18e eeuw de residentie van de graven van Montfort.
  - Iets ten noordoosten daarvan staat het in 1667 gebouwde Alte Schloss, dat als stadhuis dienst doet; van 1677 tot 1778 was het gebouw residentie van de graven van Montfort.
  - Aan de noordoostkant van het centrum staat het witte, van een trapgevel voorziene Torschloss (poortkasteel), dat van oorsprong een deel is van de middeleeuwse stadsommuring en waarin een uit 1464 daterende stadspoort is uitgespaard. Tot 1677 was het gebouw residentie van de graven van Montfort. Aan het complex vastgebouwd is een Heilig-Kruiskapel met kunsthistorisch interessante muurschilderingen. Aan beide kanten van het Torschloss ligt een plein: aan de stadskant de Marktplatz, aan de buitenzijde de Bärenplatz (in gebruik als marktplein (!) en busstation).
- Kerkgebouwen:
  - Zeer bezienswaardig is de Sint-Maartenskerk in Tannau, zie onderstaande afbeeldingen. Het godshuis werd in 1121 gebouwd, en in de periode tot 1723 meermalen in barokstijl, en in 2008 nogmaals ingrijpend gerenoveerd.
  - De Sint-Dionysiuskerk te Hiltensweiler dateert uit de 12e eeuw, en is tussen 1500 en 2000 verscheidene malen gerenoveerd.  In het interieur bevindt zich onder andere een kostbaar altaarschilderij van een Italiaanse,  16e-eeuwse meester. Voorts bevinden zich er relieken van een plaatselijke ridder uit de 11e-12e eeuw[6], die enige tijd als heilige vereerd geweest is. Bovendien is er een glazen schrijn, waarin zich, volgens een lokale legende, het gebeente zou bevinden van Sint Valentijn van Terni. Maar er zijn in Europa minstens 8 andere kerken, waar men claimt, deze relieken te bezitten.
- Musea (alleen geopend van april t/m oktober):
  - In het Torschloss is een historisch, ook voor bezoek met kinderen geschikt, elektronica-museum gevestigd.
  - Een bescheiden streekmuseum met de naam Montfort-Museum bevindt zich eveneens in het Torschloss.
  - Ongeveer 5 kilometer ten noordoosten van de stad, in het onder Tannau vallende dorpje Siggenweiler, ligt een grote boerderij, die is ingericht als museum voor de hopteelt. Er is ook een winkel, restaurant en informatieve wandelroute aan verbonden.
- Natuurschoon, wandelen, fietsen:
  - Tettnang ligt in een afwisselende, heuvelachtige omgeving. Ten zuiden ervan strekken zich enige bossen uit. Er zijn verscheidene wandel- en fietsroutes uitgezet, die de gemeente aandoen, waaronder ook een route voor rooms-katholieke bedevaartgangers.
- Evenementen:
  - In het eerste weekend van juli vindt een groot volksfeest met optochten, vuurwerk e.d. plaats, met de naam Montfortfest.
  - In Tettnang wordt, zeker reeds sinds 1836, uitbundig carnaval gevierd, volgens de Zuid-Duitse traditie (Fasching).
  - Half september wordt het Bähnlesfest (Treintjesfeest) gevierd, met o.a. een vlooienmarkt en rondritten door mini-treintjes (die gewoon over de straat rijden).

## Afbeeldingen

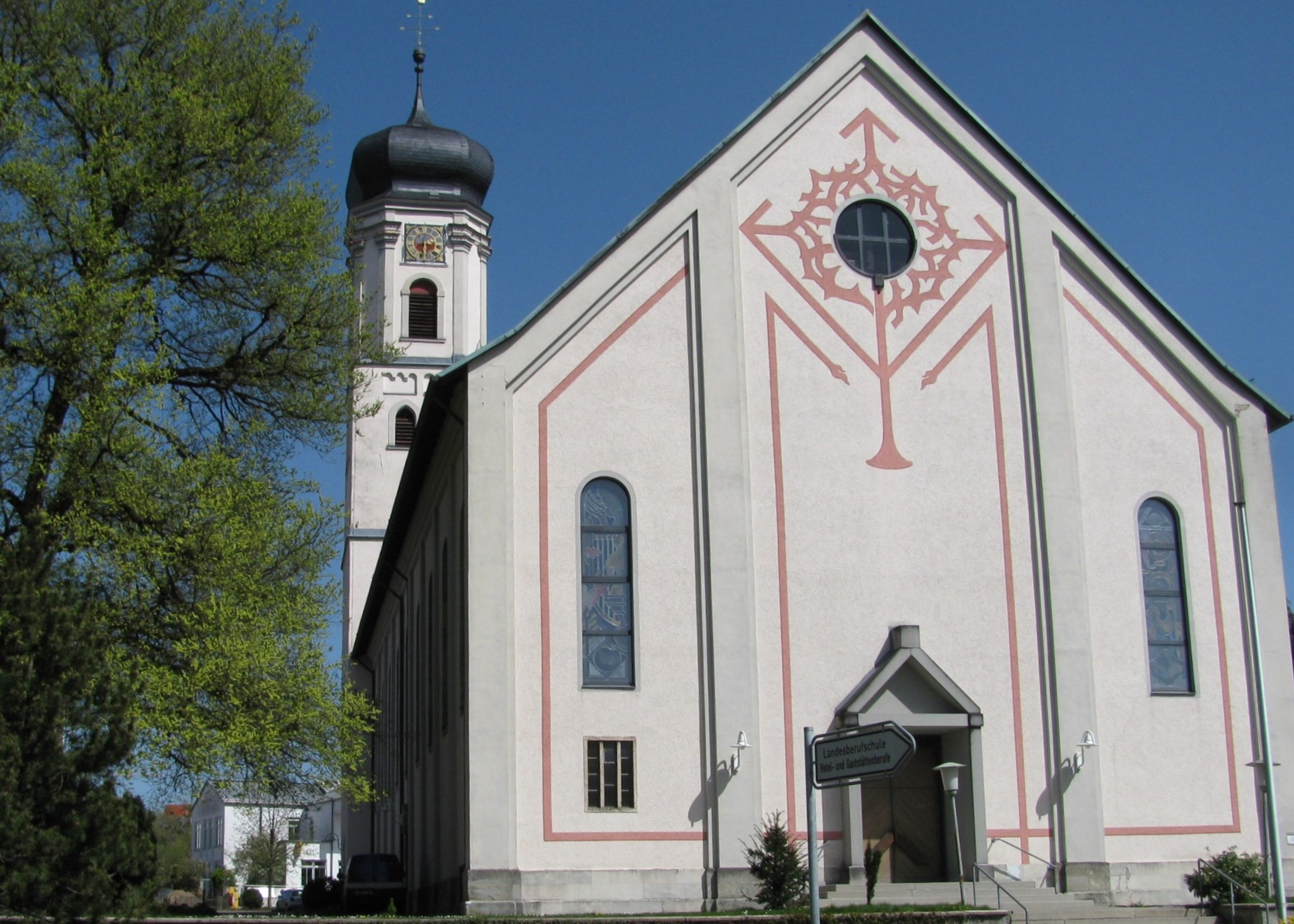
Sint-Galluskerk, Tettnang
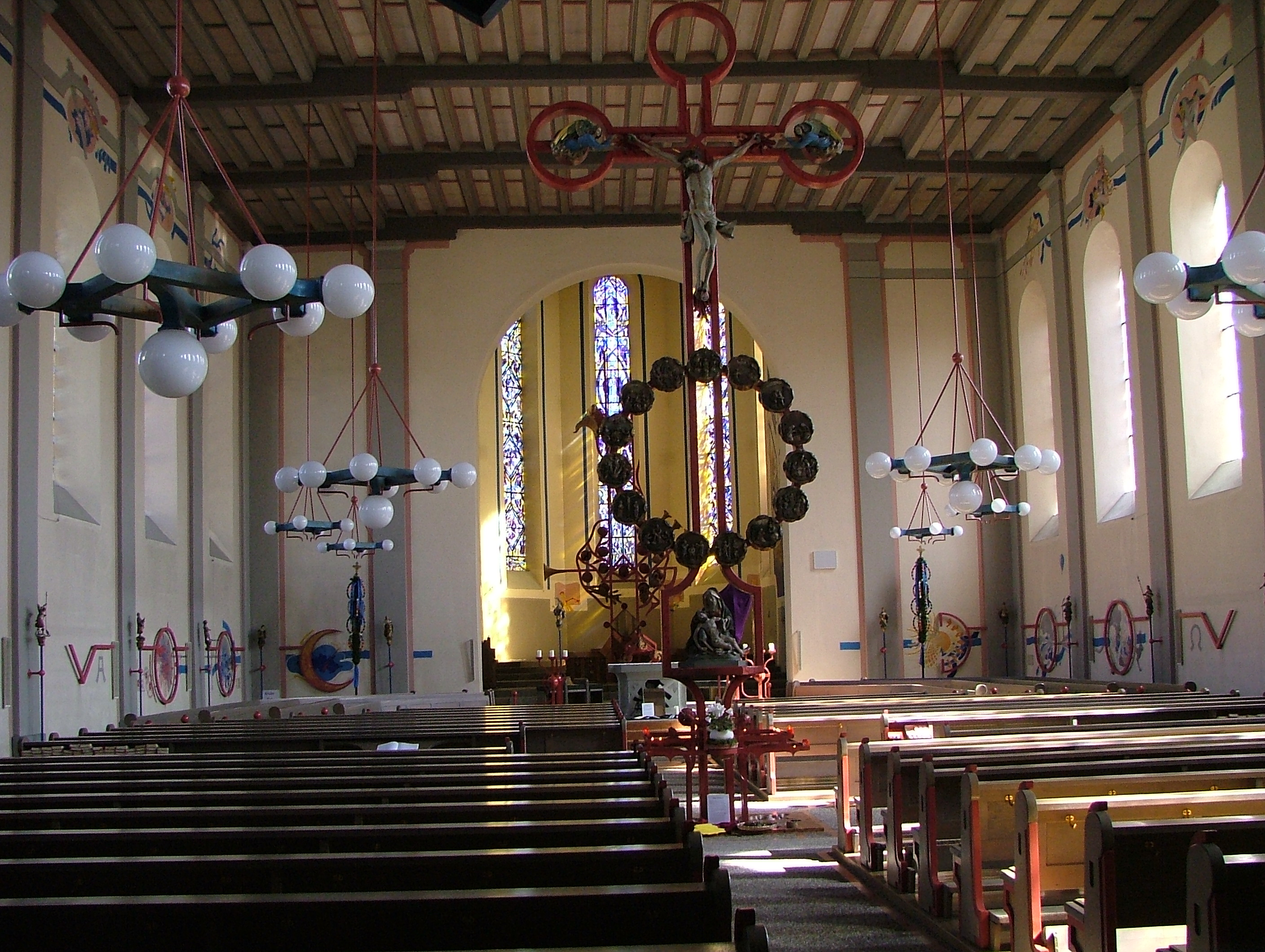
Interieur van dit kerkgebouw
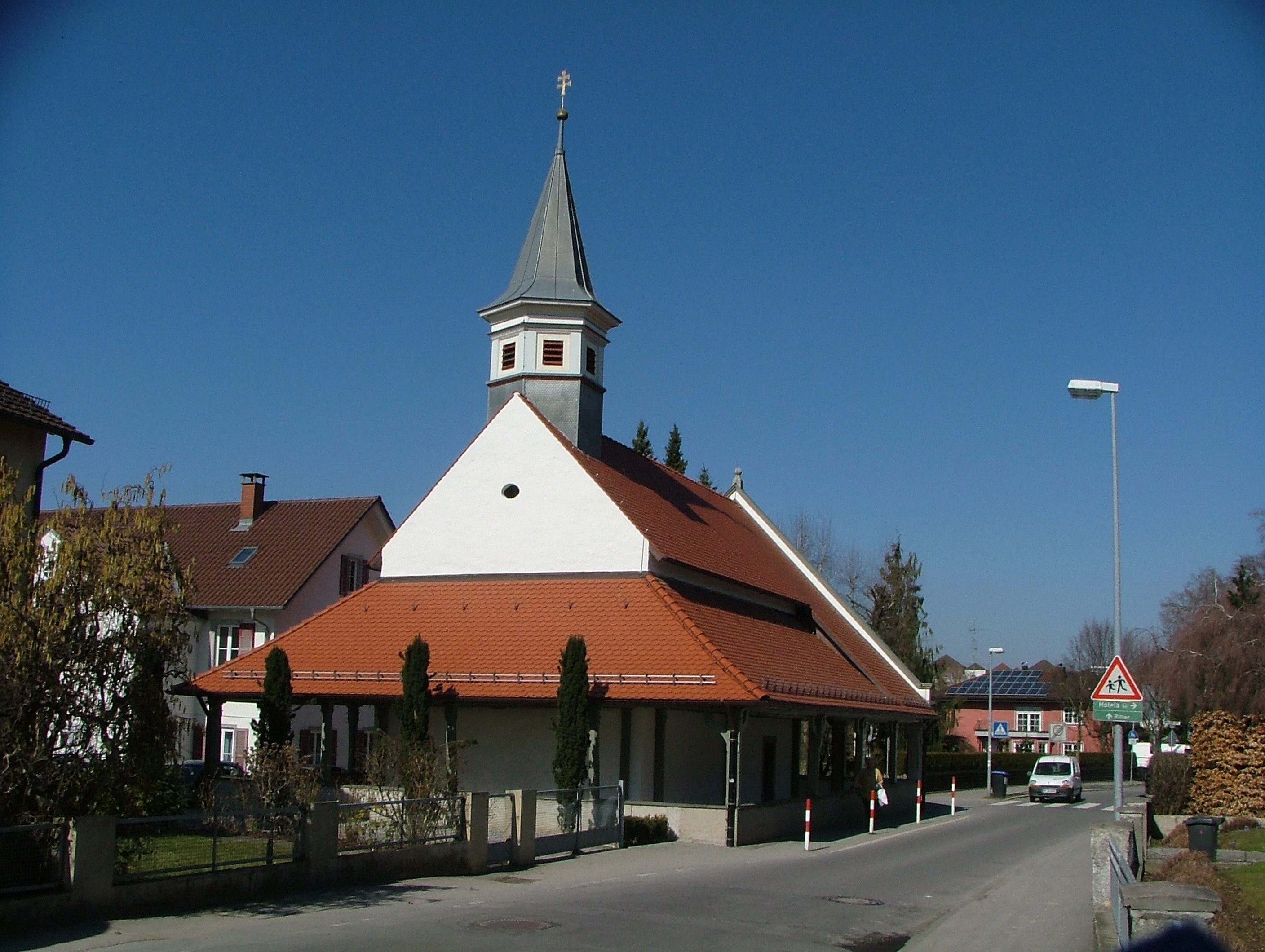
Loreto-kapel (1627)
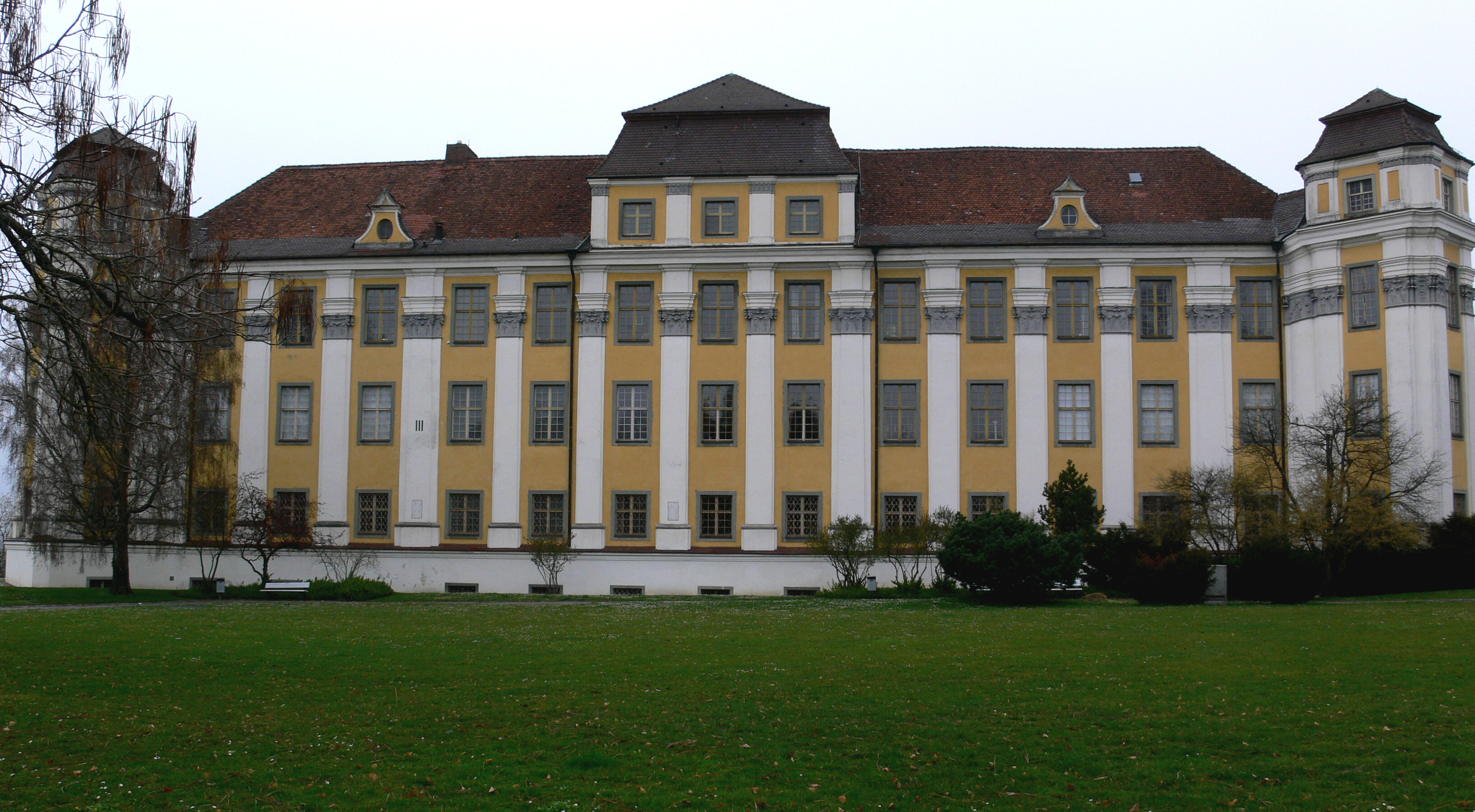
Neues Schloss, Tettnang
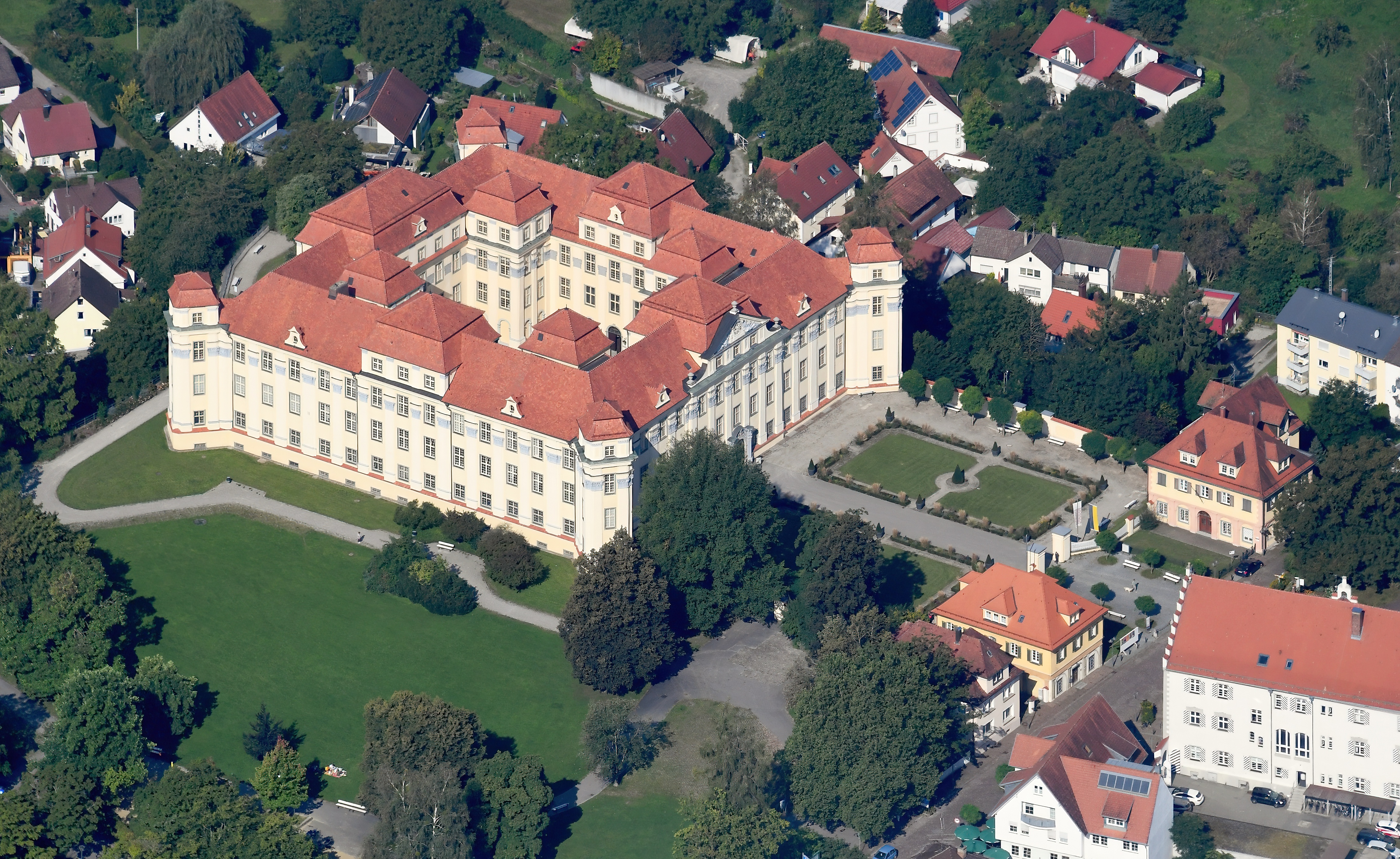
Idem, luchtfoto
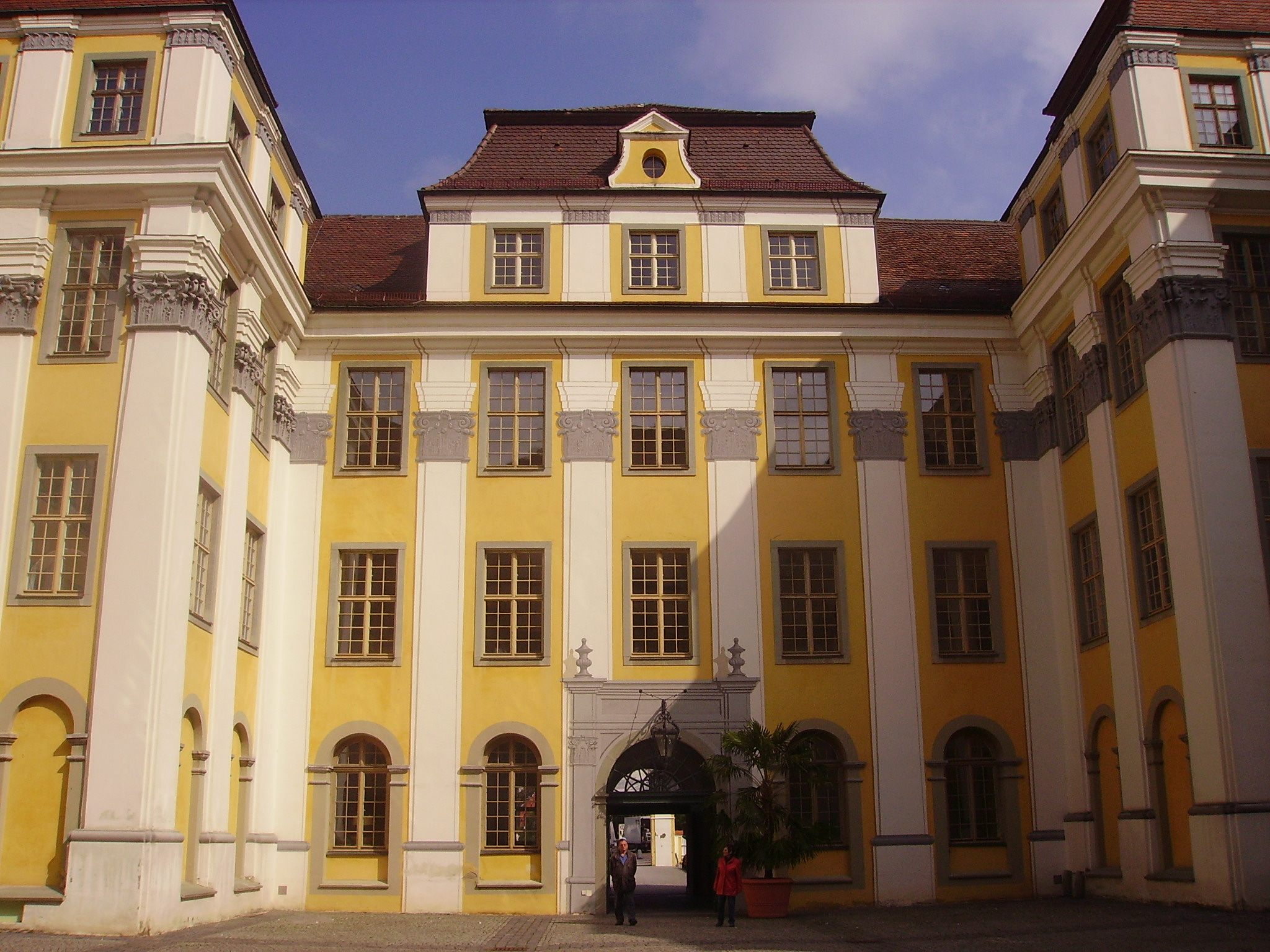
Idem, cour d'honneur
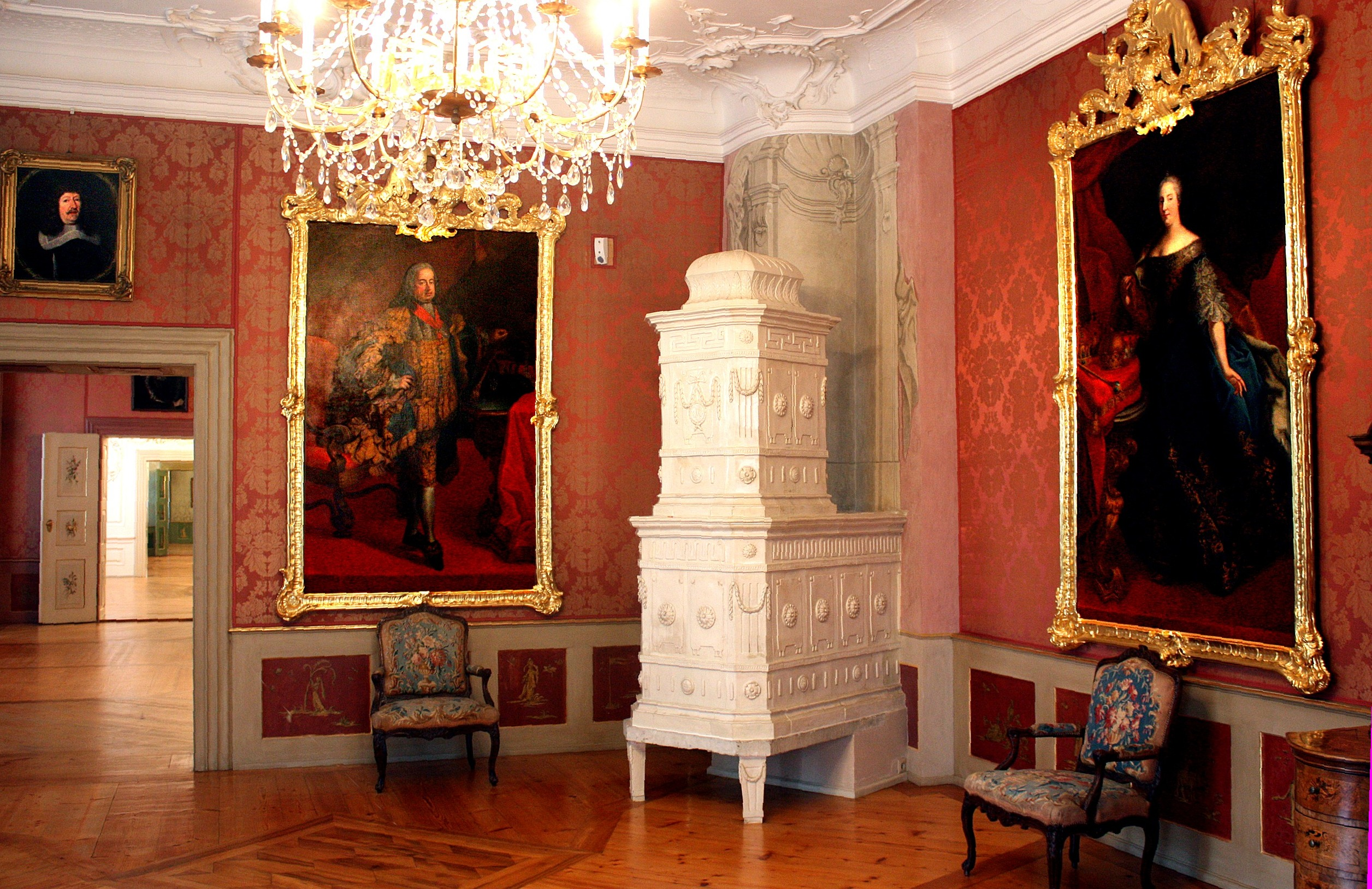
Idem, Rode Salon
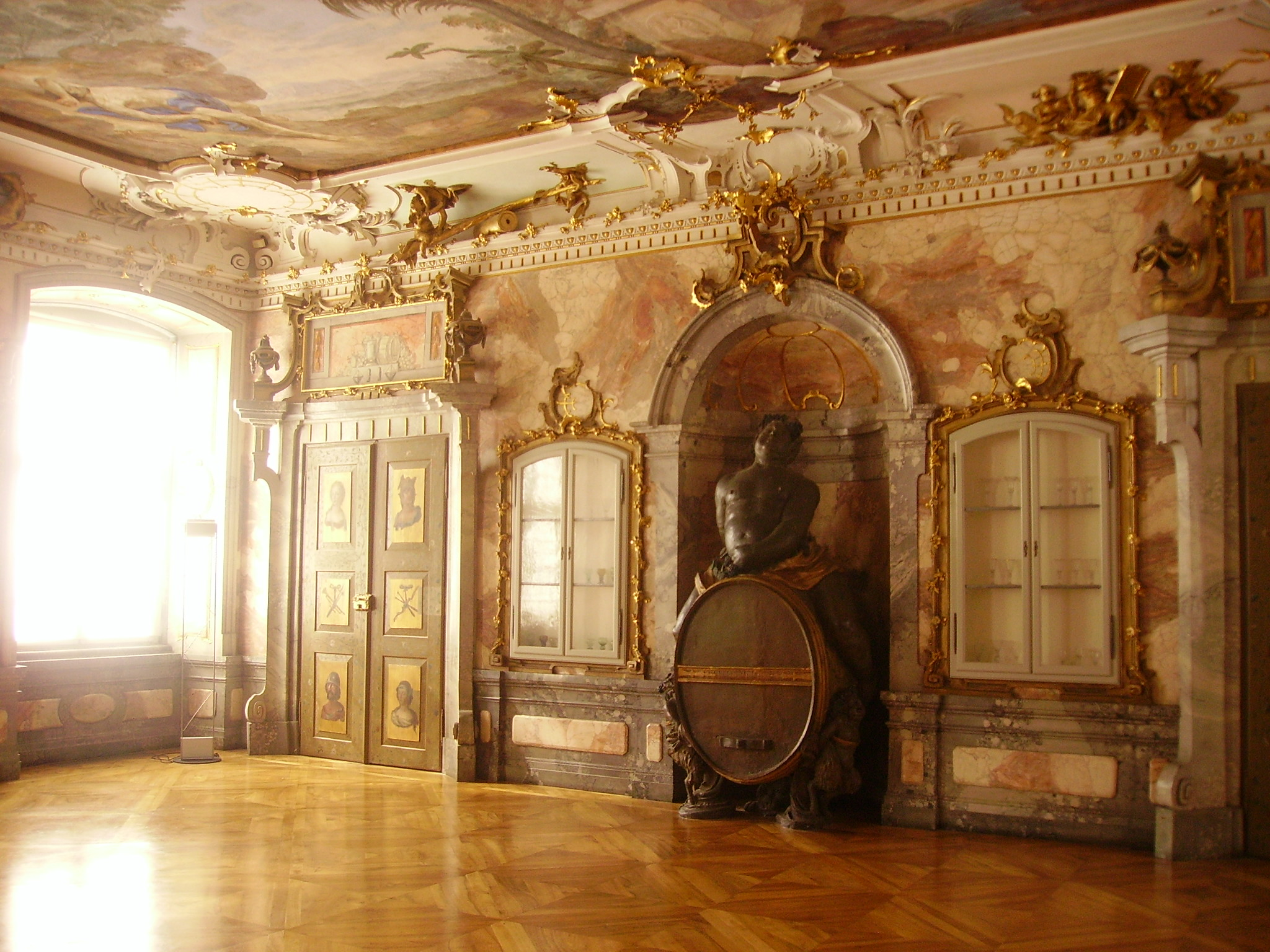
Idem, Bacchus-zaal
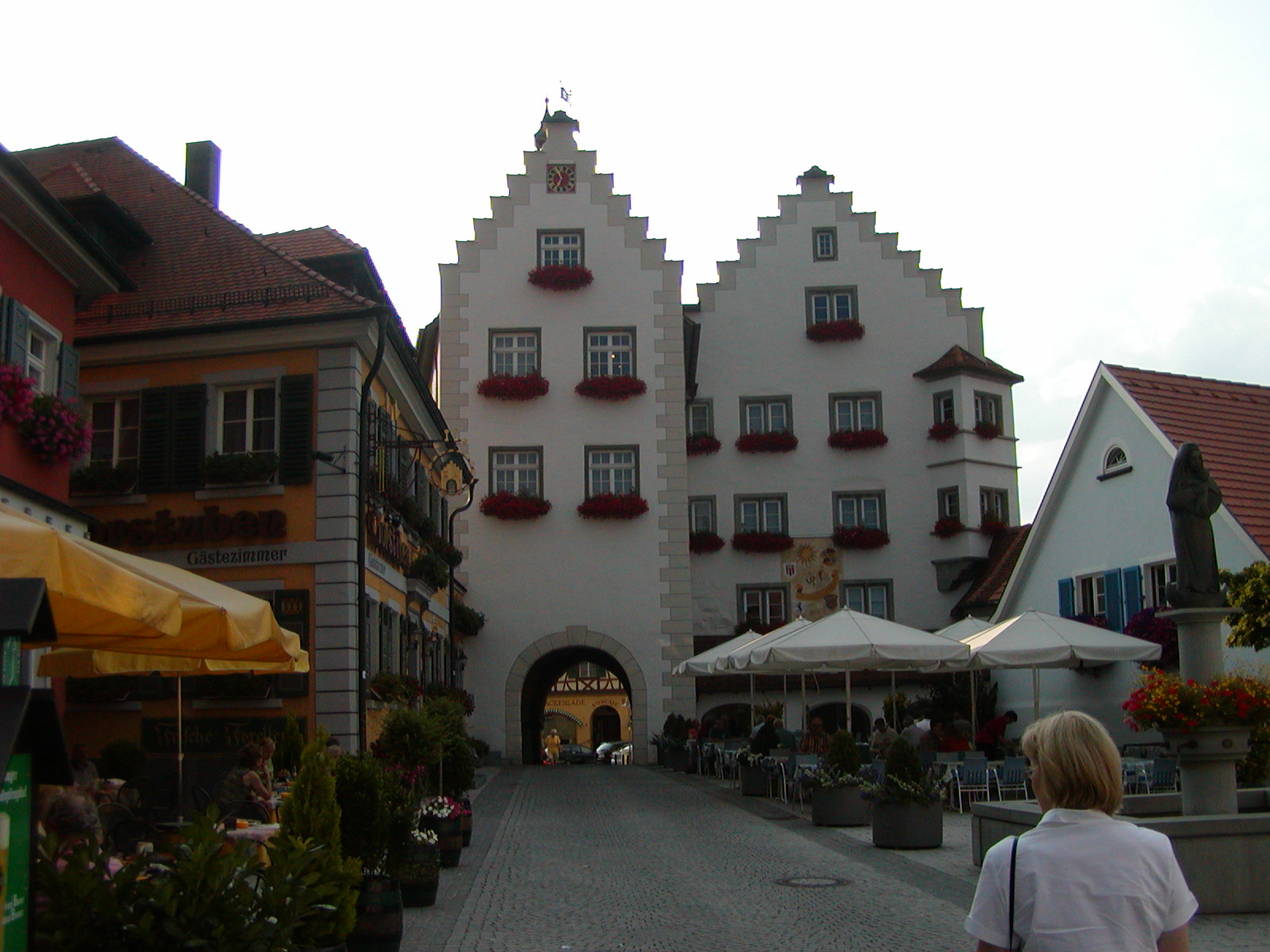
Bärenplatz en Torschloss (Poortkasteel)
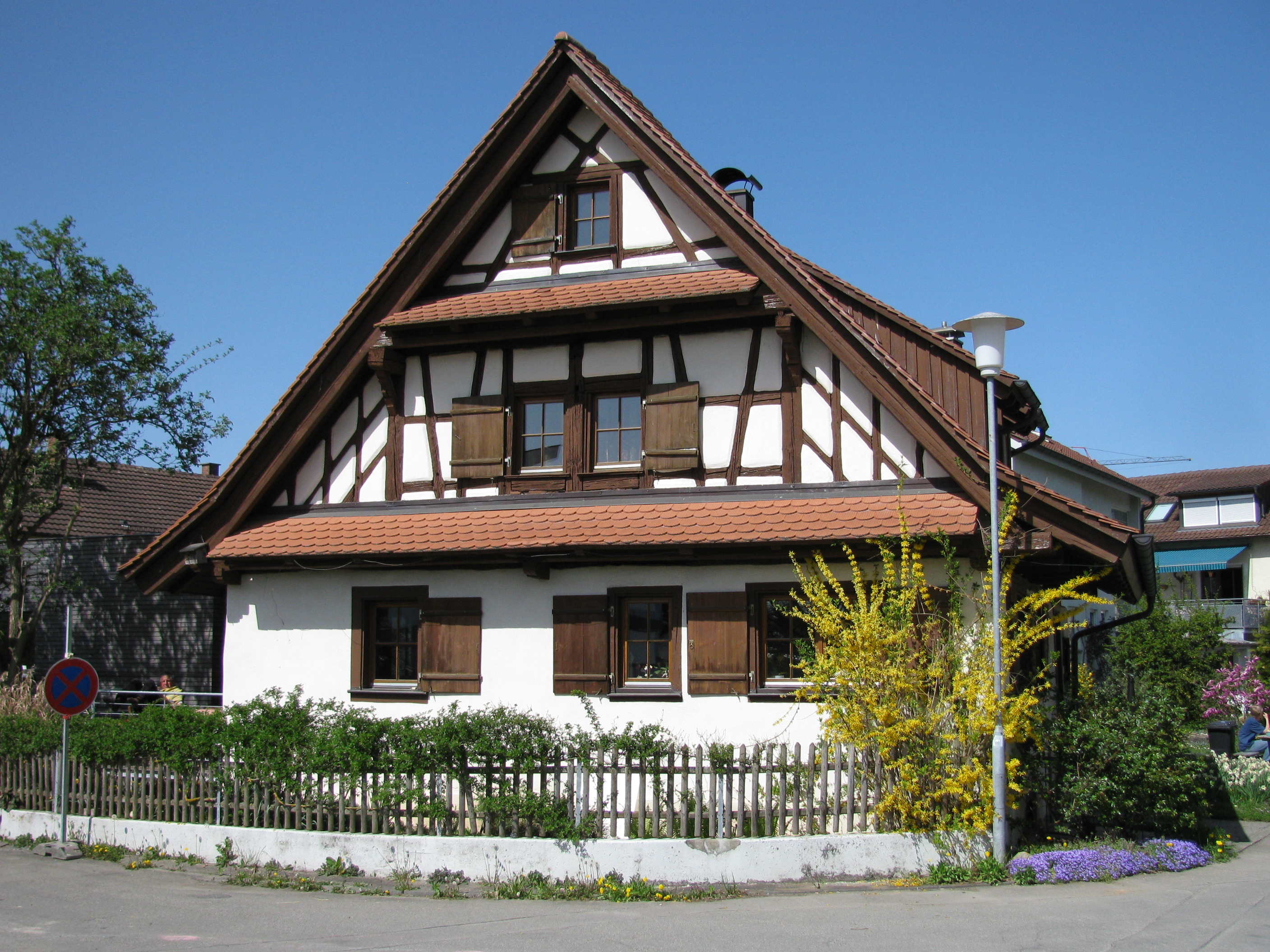
Voormalig leprozenhuis
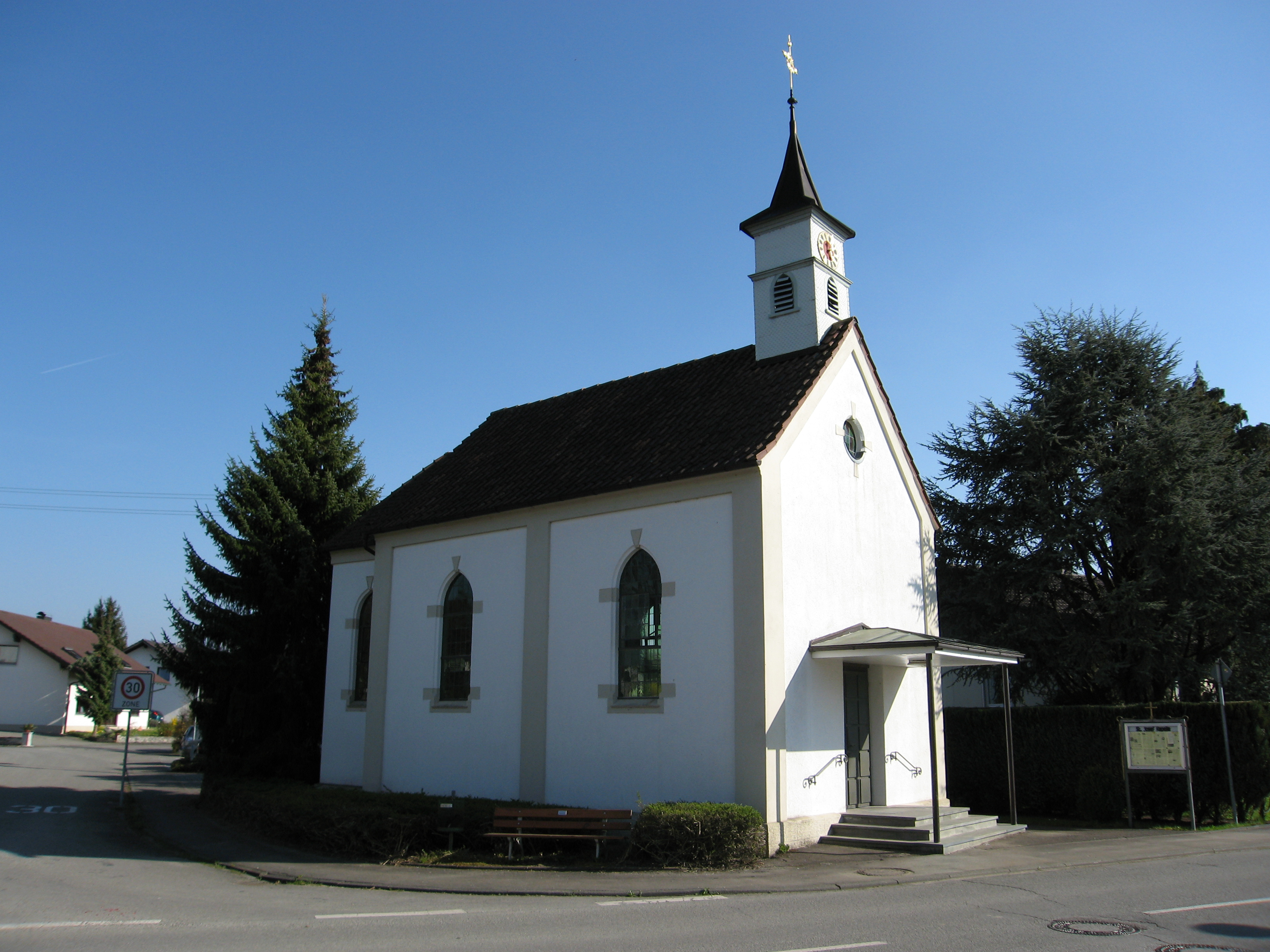
Sint-Jozefkapel te Kau
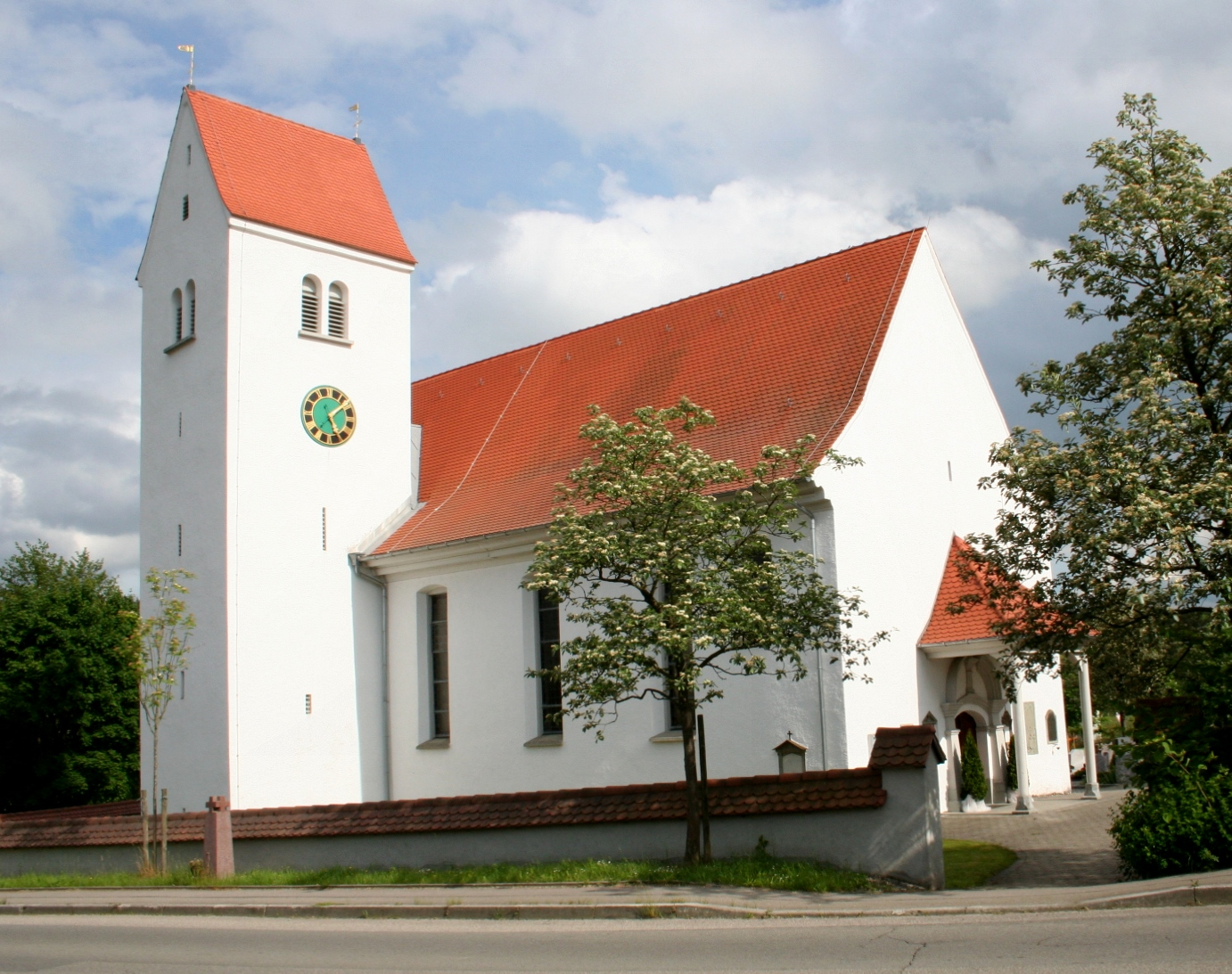
St.-Maartenskerk, Tannau
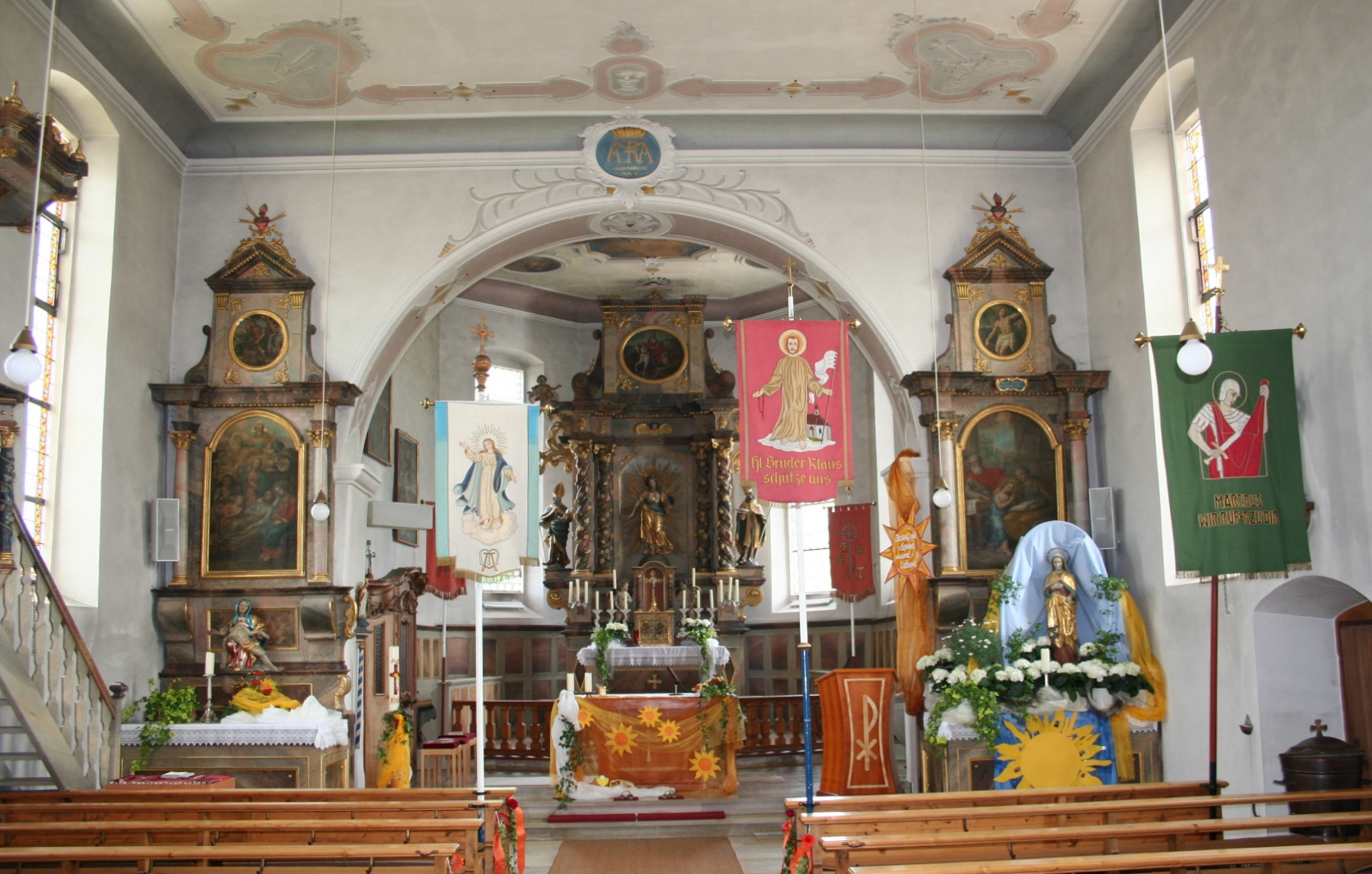
Interieur van dit kerkgebouw
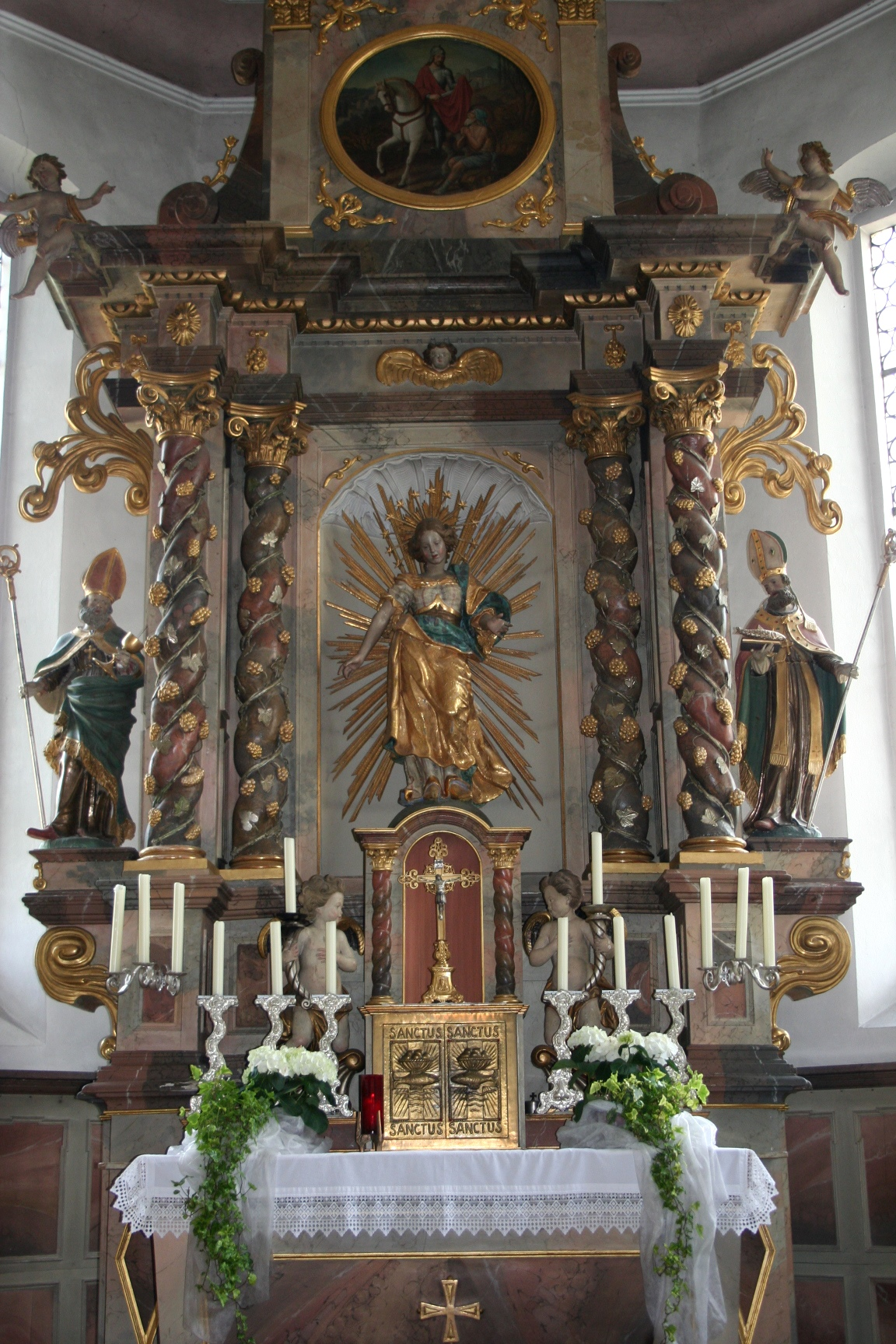
Altaar in dit kerkgebouw
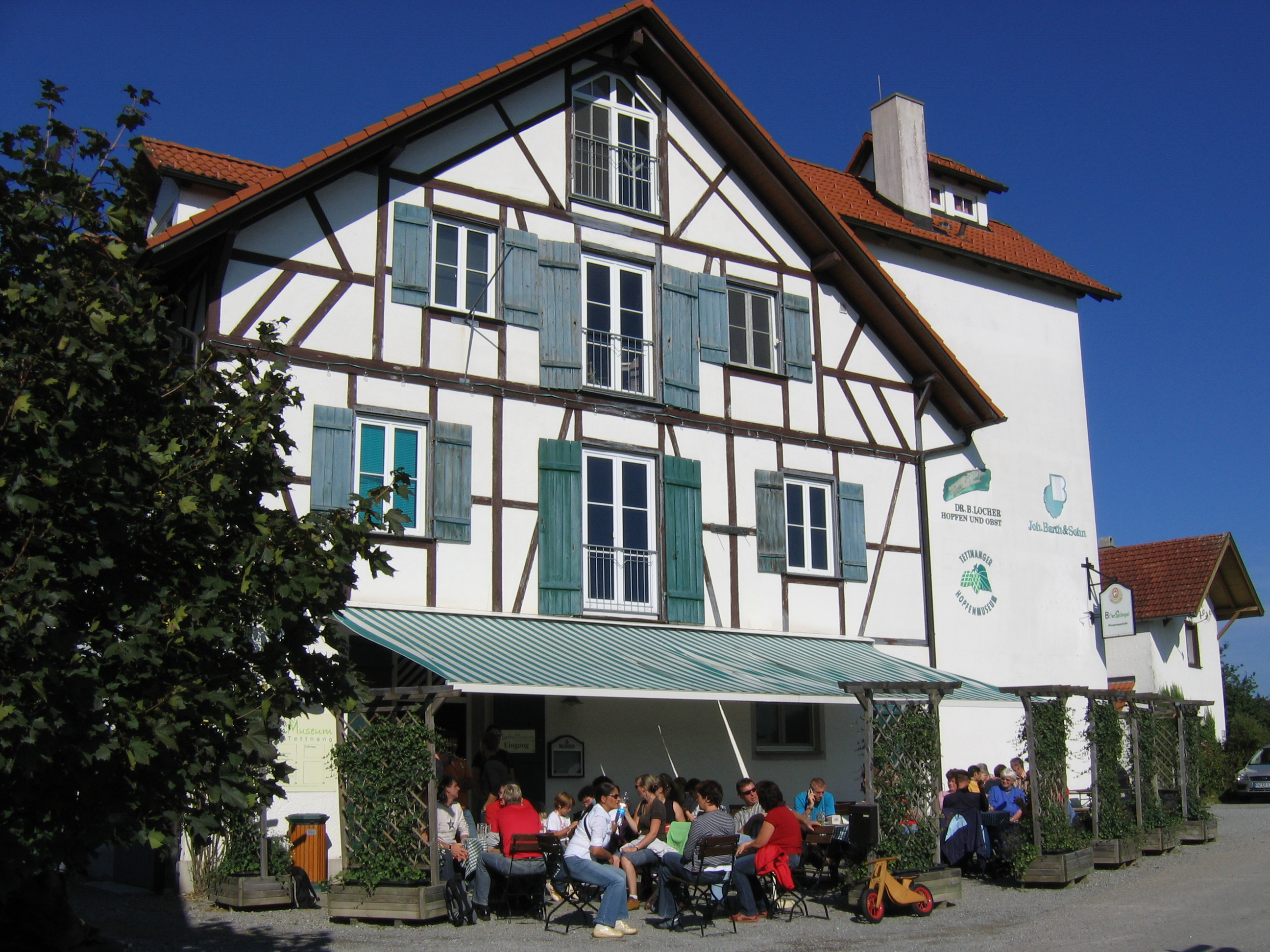
Hop-museum Siggenweiler bij Tettnang
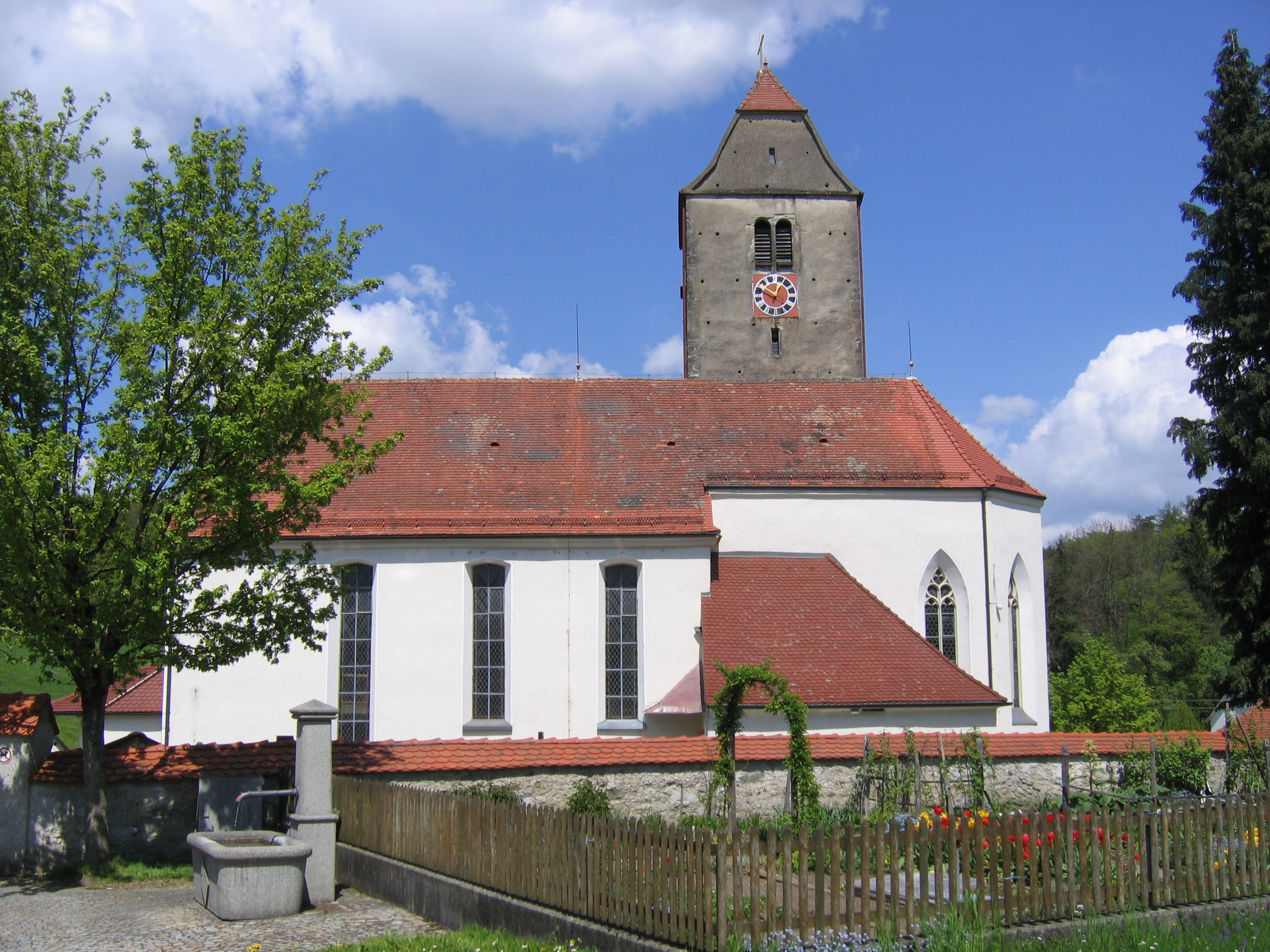
Sint-Dionysiuskerk te Hiltensweiler

## Belangrijke personen met betrekking tot de gemeente

### Graven van Montfort

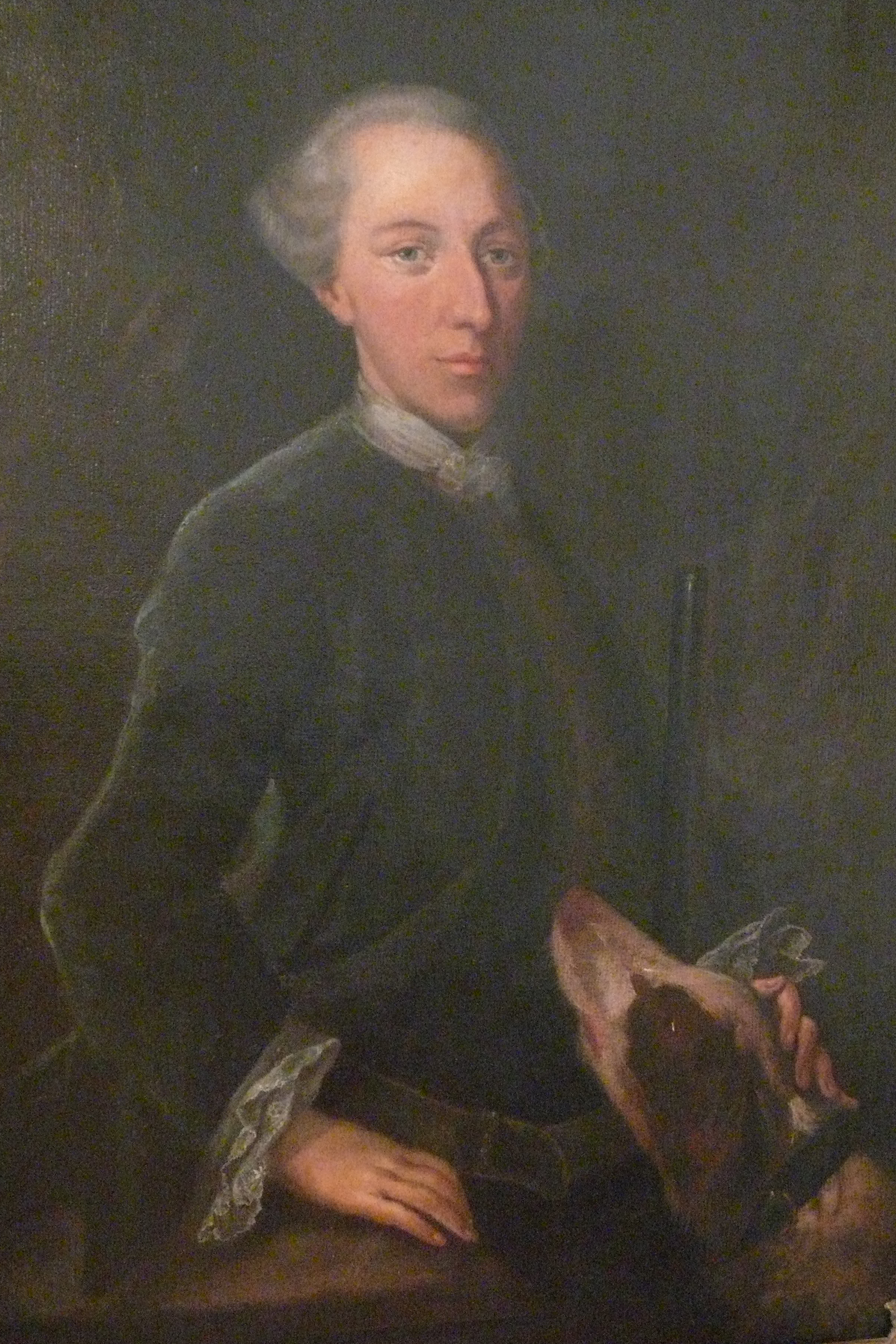
Graaf Frans Xavier van Montfort, portret door Angelika Kauffmann

- Anton III, geb. 26 november 1670 te Tettnang, overl. 12 december 1733 te Salzburg;  liet, ondanks, dat zijn graafschap dit eigenlijk niet kon bekostigen, o.a. van 1712-1720 (voltooiing ruwbouw) het Neue Schloss te Tettnang bouwen; graaf Anton was van 1722-1726 in een schandaal rondom valsemunterij verwikkeld.
- Ernst, geb. in 1700 te Salzburg, overl. in 1758 te Tettnang; leefde en regeerde evenals zijn vader boven zijn financiële mogelijkheden; hij had ook de pech, dat het Neue Schloss in Tettnang in 1753 door brand werd verwoest, en liet de regering en de wederopbouw aan zijn zoon Frans Xavier over.
- Frans Xavier (1722-1780; plaats van geboorte en overlijden onbekend) slaagde erin, het Neue Schloss in Tettnang weer op te laten bouwen, en hij liet het vanbinnen luxueus inrichten. Onder andere Joseph Johann Kauffmann, de vader van de beroemde portretschilderes Angelika Kauffmann, werkte aan het schilder- en stucwerk in het paleis mee. Uiteindelijk moest de in feite failliet gegane graaf zijn gebied en zijn heerlijke rechten in 1780 aan Oostenrijk verkopen.

### Overigen, geboren te Tettnang
- Karl Egli (1865-1925), Zwitsers militair, docent, uitgever en boekhandelaar
- Josefine Kramer, geb. 24 december 1906, overl. 7 december 1994 te Solothurn, Zwitserland, was een psychologe die omstreeks 1954 een in Zwitserland veel gebruikte intelligentietest ontwikkelde
- Thiemo Storz (12 oktober 1991), autocoureur
- Marco Mathis  (7 april 1994), wielrenner
- Giulia Gwinn (2 juli 1999), voetbalster

## Trivia

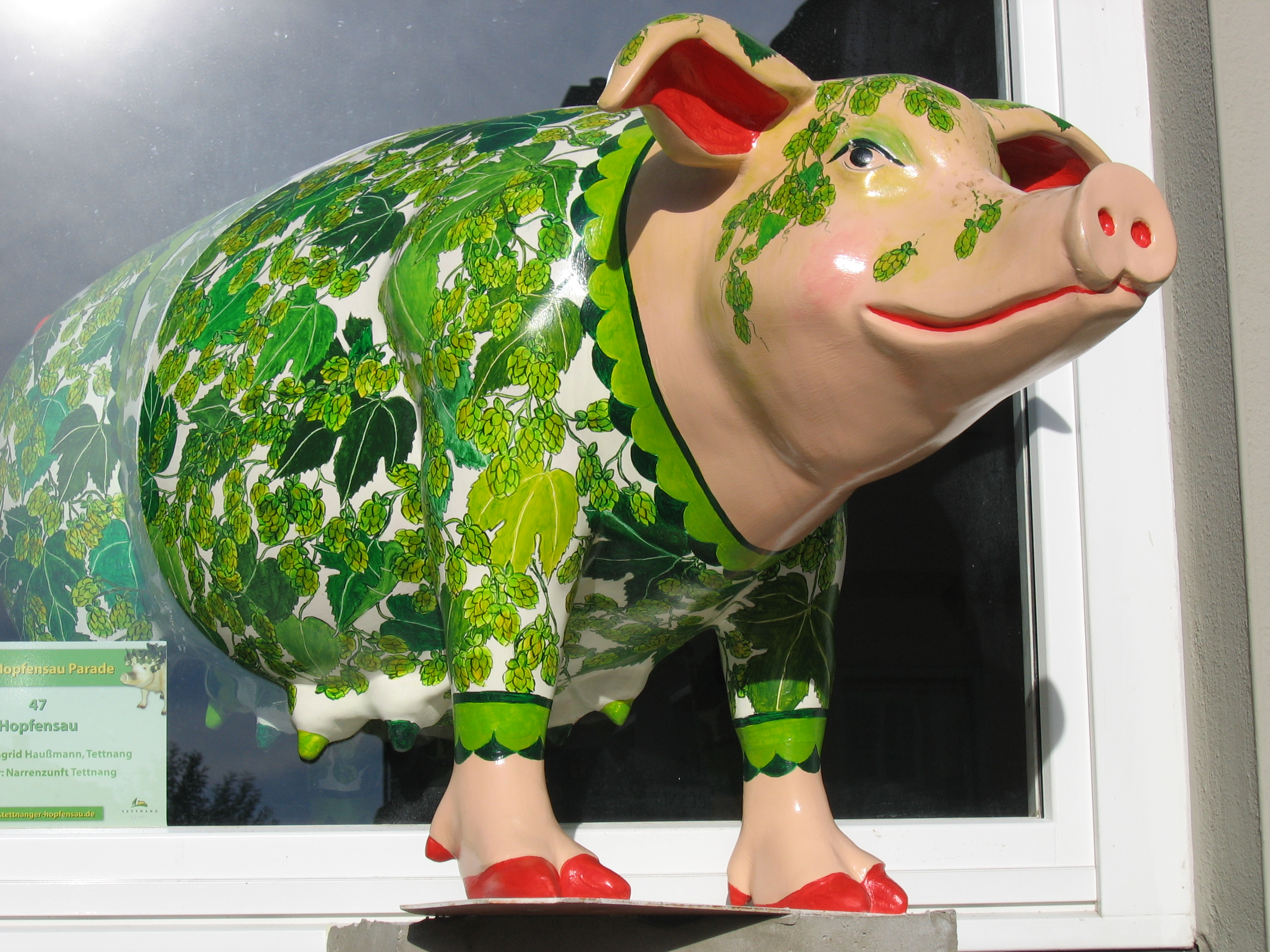
Hopfensau

Tettnang onderhoudt één officiële jumelage, en wel met Saint-Aignan (Loir-et-Cher) in Frankrijk.
Een oude traditie wilde, dat de vrouw, die tijdens de hop-oogst de laatste stengel binnenhaalde, tijdens een oogstfeest tot Hopfensau (hop-zeug) werd uitgeroepen. In 2006 kwam men op het idee, een feestelijke Hopfensauparade te houden, waarbij vele kunststoffen sculpturen in de vorm van varkens werden rondgedragen of langs de route van de optocht neergezet. Enkele van deze sculpturen zijn blijven bestaan, en spelen een rol bij lokale volksfeesten. Zie ook de website van het hop-museum te Siggenweiler.